# Доріс Кульманн-Вілсдорф
Доріс Кульманн-Вілсдорф (англ. Doris Kuhlmann-Wilsdorf; (15 лютого 1922, Бремен, Німеччина — 25 березня 2010, Шарлотсвілл, США) — фізикиня німецького походження, спеціалістка в галузях фізики твердого тіла й матеріалознавства, відома своїм внеском у теорії дефектів кристалічної будови та пластичності кристалів, механічних властивостей металів.

## Життєвий шлях
Доріс Кульманн-Вілсдорф народилася 15 лютого 1922 року в Бремені в сім'ї Адольфа Фрідріха та Ельзи Кульманн .
Перед вступом до Геттінгенського університету в 1943 році вона два роки працювала лаборантом з металографії та випробування матеріалів. У Геттінгемському університеті в 1944 році вона отримала диплом бакалавра з металургії, у 1946 році — ступінь магістра з фізики, а в 1947 році — ступінь доктора філософії з матеріалознавства. Віддана науці вона продовжувала працювати в своїй лабораторії й під час війни та бомбардувань.
Коли у вересні 1948 року Німецьке товариство металознавців (Deutsche Gesellschaft für Metallkunde) запросило Френка Набарро відвідати щорічні збори товариства у Штутгарті в статусі почесного гостя й прочитати лекції про дислокаційні механізми пластичності, Доріс Кульманн доручили опікуватися ним та бути його перекладачкою. Це зустріч поклала початок їхній дружбі й тісним науковим контактам впродовж життя. За рекомендацією Набарро в 1949 році вона емігрувала до Англії, де в Бристольському університеті навчалася й займалася науковими дослідженнями в групі лауреата Нобелівської премії сера Невіла Френсіса Мотта.
4 січня 1950 року у Лондоні Доріс Кульманн вийшла заміж за Гайнца Г. Ф. Вілсдорфа, також доктора філософії з матеріалознавства, талановитого експериментатора, з яким вона познайомилася в Геттінгенському університеті. Оскільки Гайнц не зміг отримати посаду в Англії, а його заяву на візу до Сполучених Штатів було відкладено на невизначений термін, подружня пара незабаром переїхала до Південної Африки, де Гайнц працював вченим у Раді наукових і промислових досліджень (Council for Scientific and Industrial Research) у Преторії, а Доріс стала викладачем фізики в Вітватерсрандському університеті. Там Гайнц Вілсдорф став одним із перших у світі дослідників у галузі електронної мікроскопії металів, опрацював методи підготовки зразків, особливо електронномікроскопічного спостереження in-situ випробування на розтяг крихітних металевих зразків.
1955 року Доріс отримала ступінь почесного доктора наук Університету Вітватерсранда.
Проте, незважаючи на те, що подружжя дуже захоплювалося Південною Африкою, любило її та набуло там друзів на все життя, вони не змогли адаптуватися до політики апартеїду. Тому після народження двох їхніх дітей, Габріеле і Майкла, у 1956 році вони переїхали до Сполучених Штатів, де Гайнц прийняв посаду наукового дослідника в Інституті Франкліна у Філадельфії, а Доріс — викладача університету Пенсільванії.
1963 року Доріс запропонували посаду професорки інженерної фізики в університеті Вірджинії, де вона стала першою жінкою професоркою. ЇЇ чоловік очолив новостворену кафедру матеріалознавства. 1966 року університет надав їй найвищий академічний ранг університету — звання професорки університету з прикладних наук. Цю посаду вона посідала протягом 40 років.
1994 року Кульманн-Вілсдорф та її чоловік профінансували професорську посаду свого імені, а колишній студент Ґреґорі Ольсен
в 2001 році забезпечив більшу частину фінансів для будівництва меморіального будинку матералознавства на території кампусу університету, названого на честь Доріс Кульманн-Вілсдорф і Гайнца Вілсдорфа.
Після виходу на пенсію в 2005 р. Доріс Кульманн-Вілсдорф проводила університетський семінар з науки та релігії, продовжувала свої дослідження, була активною членкинею Товариства жінок-інженерів.
Смерть двох дітей, Габріеле в 1969 році та Майкла в 1979 році, була нищівним ударом для подружжя.
Після того, як її чоловік Гайнц Вілсдорф 1990 року переніс інсульт, через що був змушений залишатися в інвалідному візку, Доріс
цілковито просвятила себе його опіці. Гайнц Вілсдорф помер 17 квітня 2000 року в Шарлоттсвіллі після короткої хвороби.
Незважаючи на удари долі, Доріс Кульманн-Вілсдорф до кінця життя залишалася теплою, доброзичливою й інтелектуально чарівною.
Померла вона 25 березня 2010 року в Шарлоттсвіллі після короткої хвороби.

## Визнання заслуг
Доріс Кульманн-Вілсдорф отримала міжнародне визнання за її новаторські роботи з пластичній деформації, фізики поверхні, дефектів кристалів та дислокаційної теорії пластичності. Одним з її найвагоміших досягнень стала розробка металевих волокнистих щіток для
використання як ковзних електричних контактів в електродвигунах. На цей винахід вона отримала шість патентів, заснувала дві компанії HiPerCon (High Performance Contacts) and Kuhlmann-Wilsdorf Motors.
Вона була членкинею численних професійних товариств, в тому числі Американського фізичного товариства, Американського товариства з металів (ASM), Товариства Мінералів, Металів і Матеріалів (The Minerals, Metals & Materials Society), Американського інституту гірничих, металургійних і нафтових інженерів (American Institute of Mining, Metallurgical, and Petroleum Engineers),її часто викликали консультувати державні установи та наукові корпорації. Її науковий доробок складає понад 300 наукових публікацій.
Серед її численних нагород:
- 1988 — пам'ятна медаль Гейна (Heyn Commemorative Medal) Німецького товариства матеріалознавців, присуджена за досягнення з теорії деформування металів[9];
- 1991 — Премія Рагнара Холма за наукові досягнення (Ragnar Holm Scientific Achievement Award), присуджена Інституту інженерів електротехніки та електроніки (Institute of Electrical and Electronics Engineers) за досягнення в галузі електричних контактів чи їх технологій;
- 2001 — Премія Едліча-Хендерсона «Винахідник року» університету Вірджинії за досягнення в створенні електричних контактів
- 2004 — ступінь почесного доктора Університету Преторії.